# Robert Tiernan

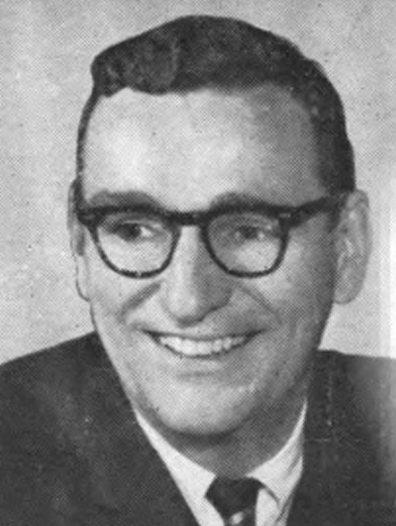
Robert Tiernan (um 1969)

Robert Owens Tiernan (* 24. Februar 1929 in Providence, Rhode Island; † 15. Oktober 2014 ebenda) war ein US-amerikanischer Politiker. Zwischen 1967 und 1975 vertrat er den zweiten Wahlbezirk des Bundesstaates Rhode Island im US-Repräsentantenhaus.

## Werdegang
Robert Tiernan besuchte die La Salle Academy und danach bis 1953 das Providence College. Anschließend studierte er bis 1956 an der juristischen Fakultät der Catholic University in Washington, D.C. Jura. Nach seiner Zulassung als Rechtsanwalt begann er ab 1956 in diesem Beruf zu arbeiten.
Politisch schloss er sich der Demokratischen Partei an. Zwischen 1960 und 1967 war er Abgeordneter im Repräsentantenhaus von Rhode Island. Nach dem Tod des Kongressabgeordneten John E. Fogarty am 10. Januar 1967 wurde Robert Tiernan bei der fälligen Nachwahl zu dessen Nachfolger im Kongress gewählt. Tiernan trat sein neues Amt am 28. März 1967 an und übte es nach drei Wiederwahlen bis zum 3. Januar 1975 aus. Im Vorfeld der Wahlen des Jahres 1974 wurde er von seiner Partei nicht für eine weitere Amtszeit nominiert. Zwischen 1975 und 1981 war Tiernan Mitglied der Bundeswahlkommission. Danach zog er sich aus der Politik zurück. Zuletzt lebte er in South Kingstown im Ruhestand.